# Семениха (Костромская область)
Семениха — деревня в составе Ивановского сельского поселения Шарьинского района Костромской области России.

## История
Деревня Семениха известна с 1616 года как починок, в котором стояло два крестьянских двора.
Согласно Спискам населенных мест Российской империи в 1872 году деревня относилась к 2 стану Ветлужского уезда Костромской губернии. В ней числилось 17 дворов, проживало 44 мужчины и 61 женщина.
Согласно переписи населения 1897 года в деревне проживало 184 человек (89 мужчин и 95 женщин).
Согласно Списку населенных мест Костромской губернии в 1907 году деревня относилась к Рождественской волости Ветлужского уезда Костромской губернии. По сведениям волостного правления за 1907 год в деревне числилось 32 крестьянских двора и 237 жителей. Основным занятием жителей деревни был лесной промысел.

## Население
| 2008 | 2010 | 2014 |
| ---- | ---- | ---- |
| 0    | ↗9   | ↗19  |